# Ahmed Fayez Marzouk
Ahmed Fayez Bin Marzouk (arabisch أحمد فايز بن مرزوق, DMG Aḥmad Fāyiz b. Marzūq; * 6. September 1979) ist ein saudi-arabischer Leichtathlet, der sich auf den Weitsprung spezialisiert hat.

## Sportliche Laufbahn
Erste internationale Erfahrungen sammelte Ahmed Fayez Marzouk vermutlich im Jahr 2005, als er bei den Islamic Solidarity Games in Mekka mit einer Weite von 7,86 m den vierten Platz belegte. Anschließend siegte er mit 7,98 m bei den Asienmeisterschaften in Incheon und gewann dann bei den Arabischen Meisterschaften in Radès mit 8,08 m die Silbermedaille hinter dem Algerier Issam Nima. Im Jahr darauf nahm er an den Asienspielen in Doha teil und gewann dort mit 7,85 m die Bronzemedaille hinter seinem Landsmann Hussein al-Sabee und Saleh al-Haddad aus Kuwait. 2007 gelangte er bei den Arabischen Meisterschaften in Amman mit 7,59 m auf Rang vier und im August belegte er bei den Weltmeisterschaften in Osaka mit 7,98 m im Finale den achten Platz. 2009 gewann er bei den Arabischen Meisterschaften in Damaskus mit 7,82 m die Bronzemedaille hinter dem Algerier Issam Nima und Yahya Berrabah aus Marokko. Kurz darauf siegte er bei den Hallenasienspielen in Hanoi mit einer Weite von 7,96 m und gelangte bei den Asienmeisterschaften in Guangzhou mit 7,81 m auf Rang fünf. 2010 wurde er wegen der illegalen Verwendung von Amphetaminen für zwei Jahre gesperrt.
2013 gewann er bei den Arabischen Meisterschaften in Doha mit 7,82 m die Bronzemedaille hinter seinem Landsmann Hussein al-Sabee und Mohamed Fathalla Difallah aus Ägypten. Im Juli belegte er bei den Asienmeisterschaften in Pune mit 7,58 m den sechsten Platz und siegte daraufhin bei den Islamic Solidarity Games in Palembang mit einem Sprung auf 7,80 m. Im Jahr darauf erreichte er bei den Asienspielen in Incheon mit 7,29 m Rang 14 und 2015 belegte er bei den Asienmeisterschaften in Wuhan mit 7,55 m den siebten Platz im Weitsprung und erreichte mit der saudi-arabischen 4-mal-100-Meter-Staffel mit 40,41 s Rang acht. Daraufhin wurde er bei den Militärweltspielen im südkoreanischen Mungyeong mit 7,35 m Sechster im Weitsprung. Nach einer dreijährigen Wettkampfpause belegte er bei den Arabischen Meisterschaften 2019 in Kairo mit 7,40 m den siebten Platz.

## Persönliche Bestleistungen
- Weitsprung: 8,39 m (−0,4 m/s), 13. August 2006 in Lemgo
  - Weitsprung (Halle): 7,96 m, 1. November 2009 in Hanoi